# Munizipalität Tschchorozqu
Die Munizipalität Tschchorozqu (georgisch ჩხოროწყუს მუნიციპალიტეტი, Tschchorozqus munizipaliteti)  ist eine Verwaltungseinheit (etwa entsprechend einem Landkreis) in der Region Mingrelien und Oberswanetien im Westen Georgiens.

## Geographie
Der Verwaltungszentrum der Munizipalität Tschchorozqu ist die namensgebende Minderstadt (georgisch daba, დაბა) Tschchorozqu.
Im Osten wird die 619,4 km² große Munizipalität Tschchorozqu von der Munizipalität Martwili, im Süden bis Südwesten auf relativ kurzen Abschnitten von den Munizipalitäten Senaki, Chobi und Sugdidi, im Westen von der Munizipalität Zalendschicha, sämtlich zu Mingrelien gehörend, sowie im Norden von der oberswanetischen Munizipalität Mestia begrenzt. Im Nordosten grenzt sie an die Munizipalität Lentechi der Region Ratscha-Letschchumi und Niederswanetien.
Die Munizipalität nimmt das Tal des Flusses Chobiszqali und den größten Teil seines Einzugsgebietes von der Quelle im Egrissi-Gebirge bis zur Einmündung des linken Nebenflusses Otschchomuri oberhalb des Erreichens der Kolchischen Tiefebene ein. Alle Ortschaften liegen in der südlichen Hälfte des Gebietes; nördlich davon steigt das Gelände zunächst steil von etwa 300 auf über 1000 m über dem Meeresspiegel an, weiter bis in die teilweise vergletscherten Kammlagen des Egrissi-Gebirges bei über 3000 m Höhe. Im Nordwesten der Munizipalität liegt an der Grenze zur Munizipalität Zalendschicha der mit 3226 m höchste Gipfel Tschitagwelaschi.

## Bevölkerung und Verwaltungsgliederung
Die Munizipalität hat 21.400 Einwohner (Stand: 2021). Die Einwohnerzahl war mit 22.309 Einwohnern (2014) gegenüber der vorangegangenen Volkszählung (30.124 Einwohner 2002) um über ein Viertel gesunken, erheblich über dem Landesdurchschnitt. Zuvor lag die Einwohnerzahl seit mindestens den 1930er-Jahren (28.578 Einwohner 1939) mit relativ geringen Schwankungen etwa auf gleichbleibendem Niveau.
Bevölkerungsentwicklung
Anmerkung: Volkszählungsdaten

Die Bevölkerung ist fast monoethnisch georgisch (etwa 99,7 %); daneben gibt es eine kleine Zahl von Russen, Ukrainern und Armenier (2014).
Die größten Ortschaften neben dem Hauptort Tschchorozqu (3141 Einwohner) sind mit jeweils über 1000 Einwohnern die Dörfer Chabume, Kweda Tschchorozqu, Lessitschine und Muchuri (2014).
Die Munizipalität gliedert sich in 13 Gemeinden (für die Minderstadt als „Territorialorgan“ bezeichnet, georgisch teritoriuli organo, ტერიტორიული ორგანო, für die Dörfer georgisch temi, თემი beziehungsweise bei nur einer Ortschaft einfach „Dorf“, georgisch sopeli, სოფელი) mit insgesamt 31 Ortschaften:
| Gemeinde           | Anzahl Ortschaften | Einwohner (2014) |
| ------------------ | ------------------ | ---------------- |
| Achuti             | 2                  | 1687             |
| Chabume            | 3                  | 2609             |
| Kirzchi            | 2                  | 1721             |
| Kweda Tschchorozqu | 2                  | 1366             |
| Lessitschine       | 3                  | 3121             |
| Lezurzume          | 3                  | 1184             |
| Muchuri            | 3                  | 1980             |
| Nakiani            | 3                  | 342              |
| Napitschchowo      | 3                  | 1572             |
| Sumi               | 1                  | 995              |
| Taia               | 1                  | 555              |
| Tschchorozqu 1     | 2                  | 3716             |
| Tschogha           | 3                  | 1461             |

## Geschichte
Das Gebiet gehörte nach dem Zerfall des Königreiches Georgien vom 16. Jahrhundert bis in das 19. Jahrhundert durchgehend zum Fürstentum Mingrelien. Während der Zugehörigkeit Georgiens zum Russischen Reich und bis in die Anfangsjahre der Sowjetunion war es Teil des Ujesds Sugdidi des Gouvernements Kutais. 1929 wurde der eigenständige Rajon Tschchorozqu erstmals ausgegliedert, später wieder aufgelöst und zum 1. Januar 1940 neu geschaffen. Nach erneuter vorübergehender Auflösung 1962 besteht die Verwaltungseinheit seit 23. Dezember 1964 durchgängig. Nach der Unabhängigkeit Georgiens wurde der Rajon 1995 der neu gebildeten Region Mingrelien und Oberswanetien zugeordnet und 2006 in eine Munizipalität umgebildet.

## Verkehr
Durch den südlichen Teil der Munizipalität mit dem Hauptort Tschchorozqu verläuft die Nationalstraße Sch6 (შ6), die aus dem südlich benachbarten Verwaltungszentrum Senaki kommend weiter in einem Bogen über Zalendschicha nach Sugdidi verläuft; in Senaki und Sugdidi besteht Anschluss an die internationale Fernstraße S1 (ს1). Direkte Verbindung in das 25 km von Tschchorozqu entfernte Sugdidi, wo sich die der Munizipalität nächstgelegene Bahnstation befindet, besteht über die Nationalstraße Sch84 (შ84), während die Sch85 (შ85) ins östlich benachbarte Martwili führt. Vom südlichen Teil der Munizipalität folgt die Sch87 (შ87) dem Fluss Chobiszqali abwärts bis Chobi, wiederum an der internationalen Fernstraße S1.